# Hemithyrsocera histrio
Hemithyrsocera histrio es una especie de cucaracha del género Hemithyrsocera, familia Ectobiidae.

## Distribución
Esta especie se encuentra en Indonesia (Sumatra, isla de Java y Célebes), Malasia e isla de Borneo.